# 自立持続可能性自治体
自立持続可能性自治体 (じりつじぞくかのうせいじちたい）とは、日本において30年後の推計で「移動仮定における20代から30代の若年女性人口の減少率」が20%未満の自治体。
2014年から10年ごとに公表されている。

## 一覧
2024年の推計で2050年までの20-30代の若年女性人口の減少率が20％未満にとどまっている「自立持続可能性自治体」は65個であった。そして都道府県別で最多は17個あった沖縄県であった。

### 自治体名と増減率推計値
2024年4月24日に公表した、100年後も若い女性が5割近く残るため、持続可能性が高いとした「自立持続可能性自治体」にあたる65自治体と「2020年から30年間での20～39歳の女性人口の予想増減率」は以下の通り(▼はマイナス、無いのがプラス)。
2024年度推計
- 東北地方
  - 宮城県:大衡村▼15.2
- 関東地方
  - 茨城県:つくばみらい市4.1
  - 群馬県:吉岡町▼15.6
  - 埼玉県:滑川町1.7
  - 千葉県:流山市2.4、印西市▼1.5
  - 東京都:八丈町▼19.5
  - 神奈川県:葉山町▼8.0、開成町▼10.7
- 北陸地方
  - 石川県:川北町▼13.6
- 甲信越地方
  - 山梨県:忍野村▼19.0
  - 長野県:原村▼19.5、南箕輪村▼15.9
- 中部地方
  - 岐阜県:美濃加茂市▼17.2
  - 静岡県:長泉町▼16.1
  - 愛知県:大府市▼11.6、日進市▼13.4、東郷町　　　▼14.6、 飛島村▼13.9、 阿久比町▼12.2、幸田町▼11.3
  - 三重県:朝日町▼9.7
- 関西地方
  - 滋賀県:守山市▼11.1、栗東市▼13.6
  - 京都府:木津川市▼9.0、大山崎町▼15.3
  - 大阪府:島本町▼19.3
  - 奈良県:葛城市▼19.0
- 中国地方
  - 鳥取県:日吉津村▼14.2
  - 岡山県:早島町▼14.6
  - 広島県:府中町▼19.7
- 九州地方
  - 福岡県:太宰府市▼10.0、福津市▼8.4、那珂川市　　▼12.9、志免町▼2.1、須恵町▼3.3、新宮町　　▼7.8、 久山町▼0.7、 粕屋町▼0.7、 苅田町▼19.8
  - 熊本県:合志市▼8.5、大津町▼12.2、菊陽町▼11.2 、南阿蘇村▼5.9、御船町▼12.7、嘉島町▼6.9、益城町▼8.0
  - 鹿児島県:宇検村▼14.6
  - 沖縄県:宜野湾市▼18.9、浦添市▼19.9、豊見城市　　▼13.8、うるま市▼17.8、 南城市▼14.3、宜野座村▼4.8、 金武町▼12.0、 読谷村▼19.0、 嘉手納町▼18.6、北谷町▼18.7、 北中城村▼18.0、 中城村▼5.6、 与那原町▼12.9、南風原町▼14.0、 八重瀬町▼8.7、 多良間村0.0、竹富町▼17.9[8]